# Siddi
Siddi település Olaszországban, Szardínia régióban, Medio Campidano megyében. Lakosainak száma 583 fő (2023. január 1.). Siddi Collinas, Gonnoscodina, Gonnostramatza, Lunamatrona, Pauli Arbarei, Ussaramanna és Baressa községekkel határos.

## Népesség
A település lakossága az elmúlt években az alábbi módon változott:
| Lakosok száma | 650  | 648  | 583  |
|               | 2017 | 2018 | 2023 |